# مایلو اوشی
مایلو اوشِـی (انگلیسی: Milo O'Shea; ۲ ژوئن ۱۹۲۶ – ۲ آوریل ۲۰۱۳) بازیگر اهل ایرلند بود. او دو مرتبه نامزد دریافت جایزه تونی بهترین بازیگر مرد شد. دانشگاه کوینیپیاک در سال ۲۰۱۰ به او مدرک افتخاری اعطا کرد.
از فیلم‌هایی که وی در آن نقش داشته است، می‌توان به باربارلا، رومئو و ژولیت، حکم، اولیس، رز ارغوانی قاهره، تیم رؤیایی، پلی‌بویز و پسر خونریز اشاره کرد.